# Estadio Avanhard

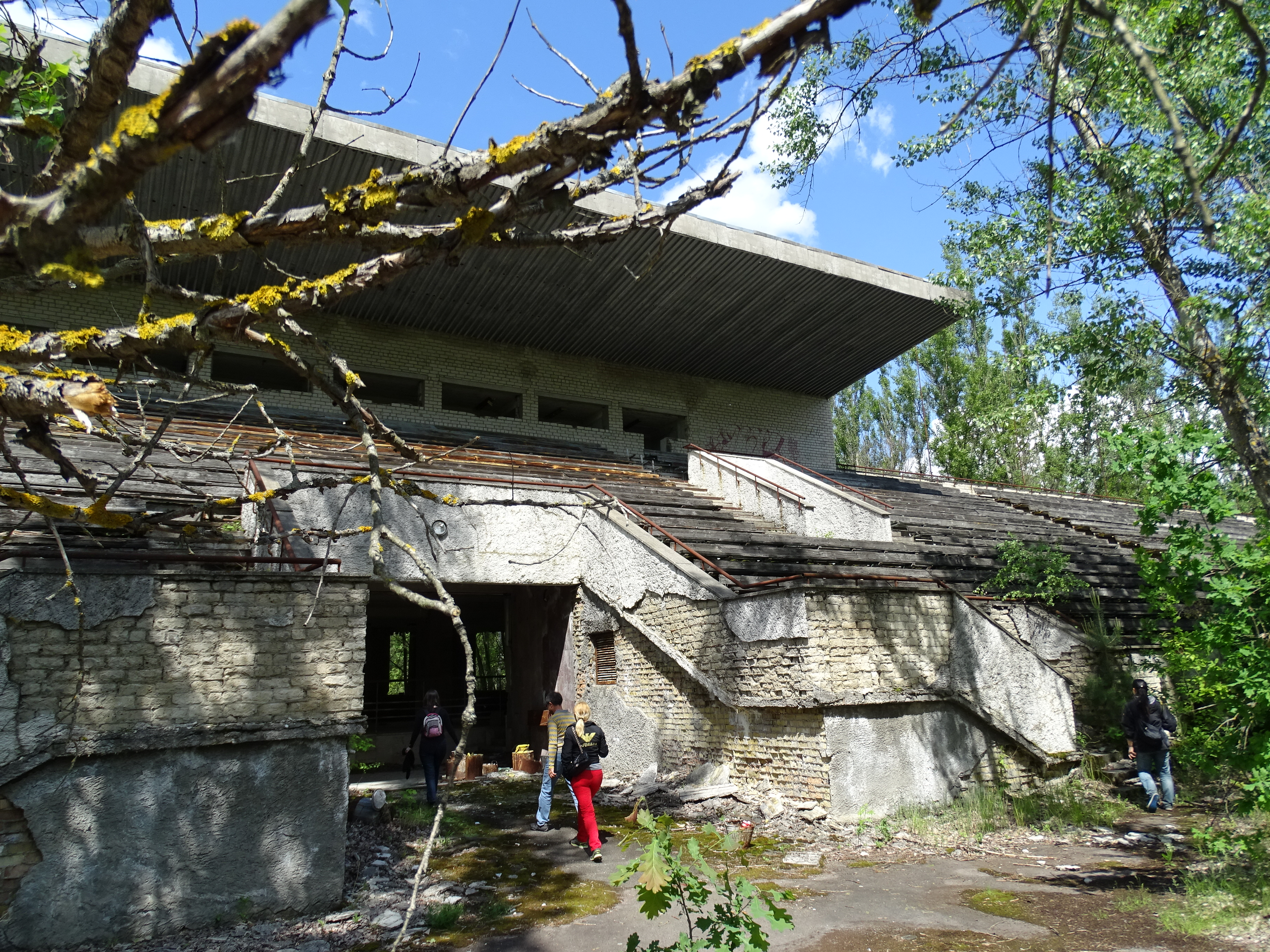
Grada principal y acceso a los vestuarios desde el terreno de juego

El Avanhard (en ucraniano: Стадіон Авангард, transl.: Stadion Avanhard) es un estadio de fútbol propiedad del FC Stroitel Pripyat ubicado en la calle: bul. Hidroproiektovska con bul. Lazareva, área urbana N° 5.
Fue inaugurado en 1979 y clausurado en 1986 a raíz del accidente de Chernóbil. Casualmente, el mismo año se iba a inaugurar una tribuna. Posteriormente, el terreno sería utilizado como un "helipuerto" improvisado para los liquidadores dosimetristas que medían la radiación en el aire.
A día de hoy, el estadio, con un aforo de 5.000 espectadores y con pistas de atletismo, se encuentra en estado ruinoso, y lo que en su día fue el terreno de juego, en el presente se encuentra invadido por la vegetación.